# 犬山城
犬山城（日语： Inuyama-jō），是位于日本爱知县犬山市的一座城堡。虽然现存的建筑物只有天守，该天守却是日本建造江户时代的12座现存天守中最古老的。犬山城天守也是被指定为国宝的5座天守之一。

## 概况

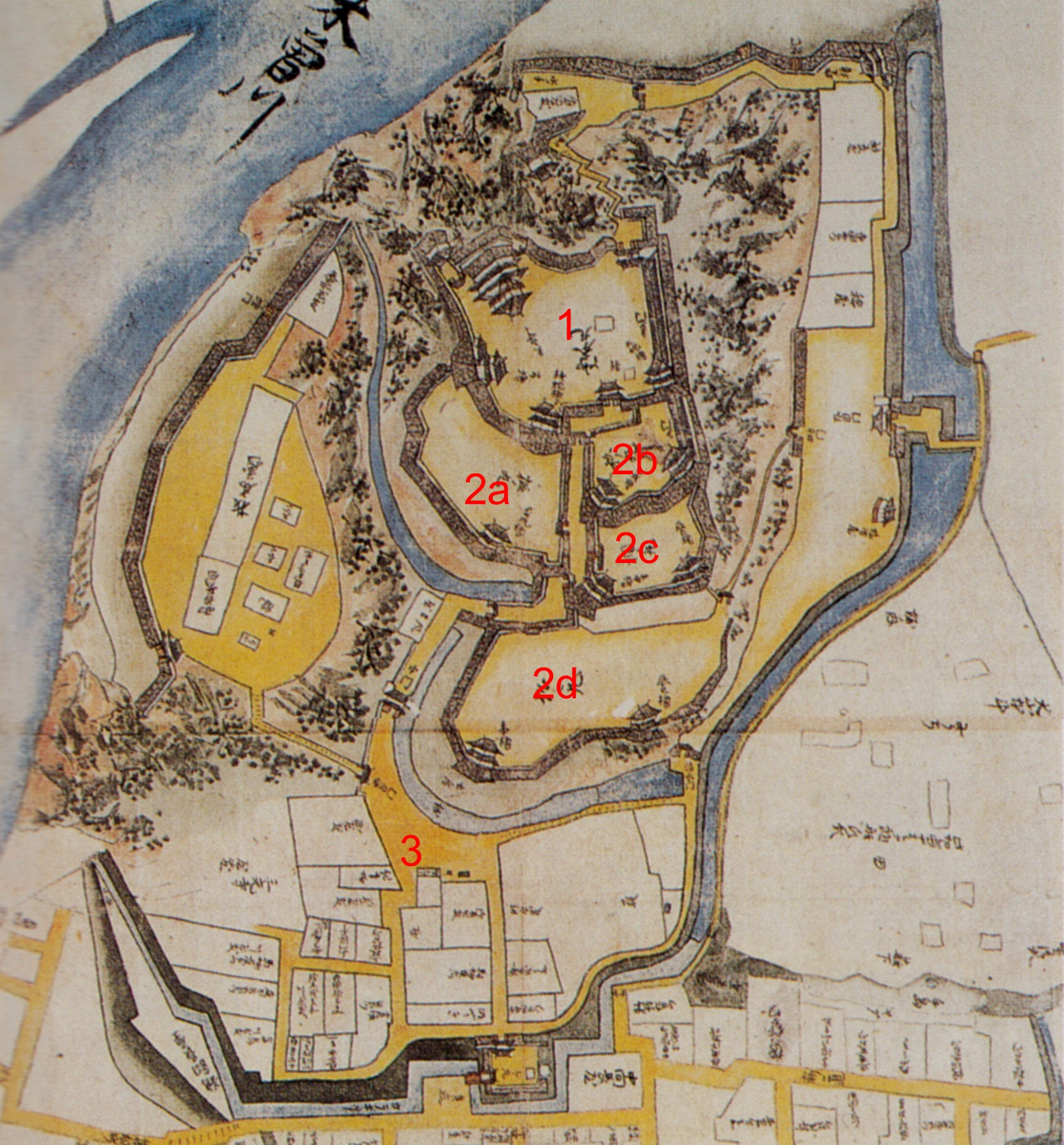
犬山城古图。图中红字1为本丸，2a-2d为枞之丸、杉之丸、桐之丸、松之丸。

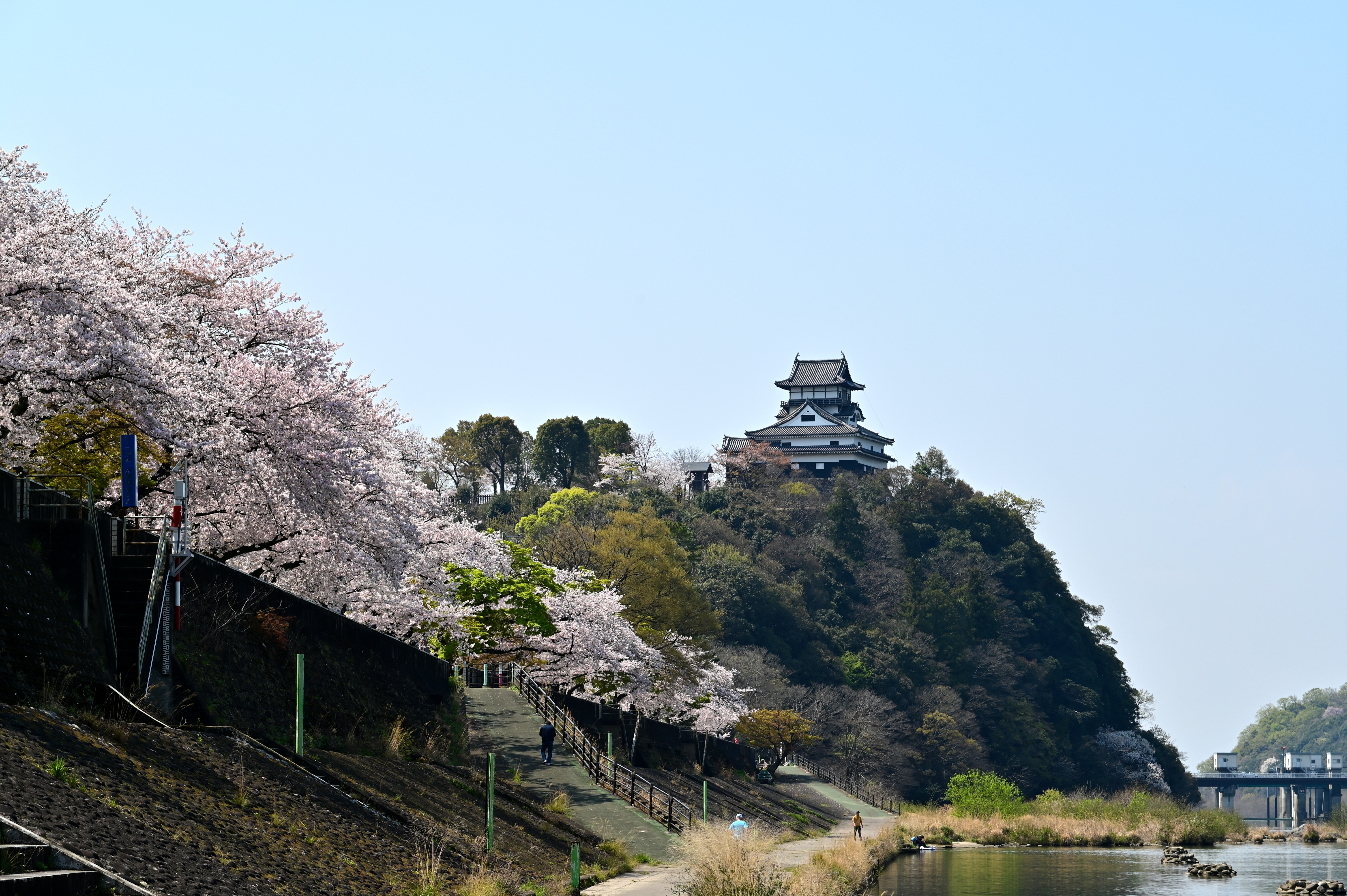
樱花与犬山城

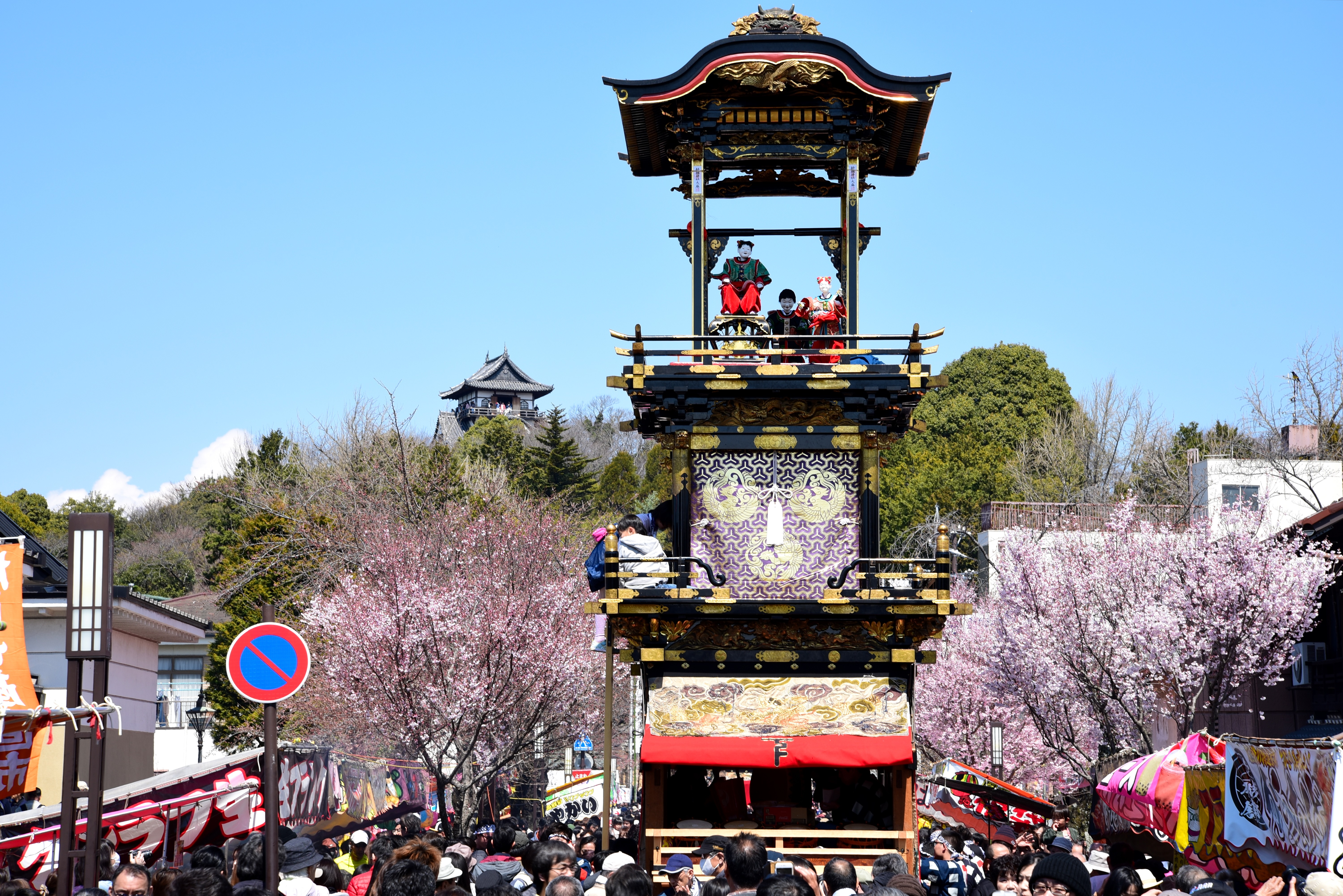
犬山城和犬山祭的山车

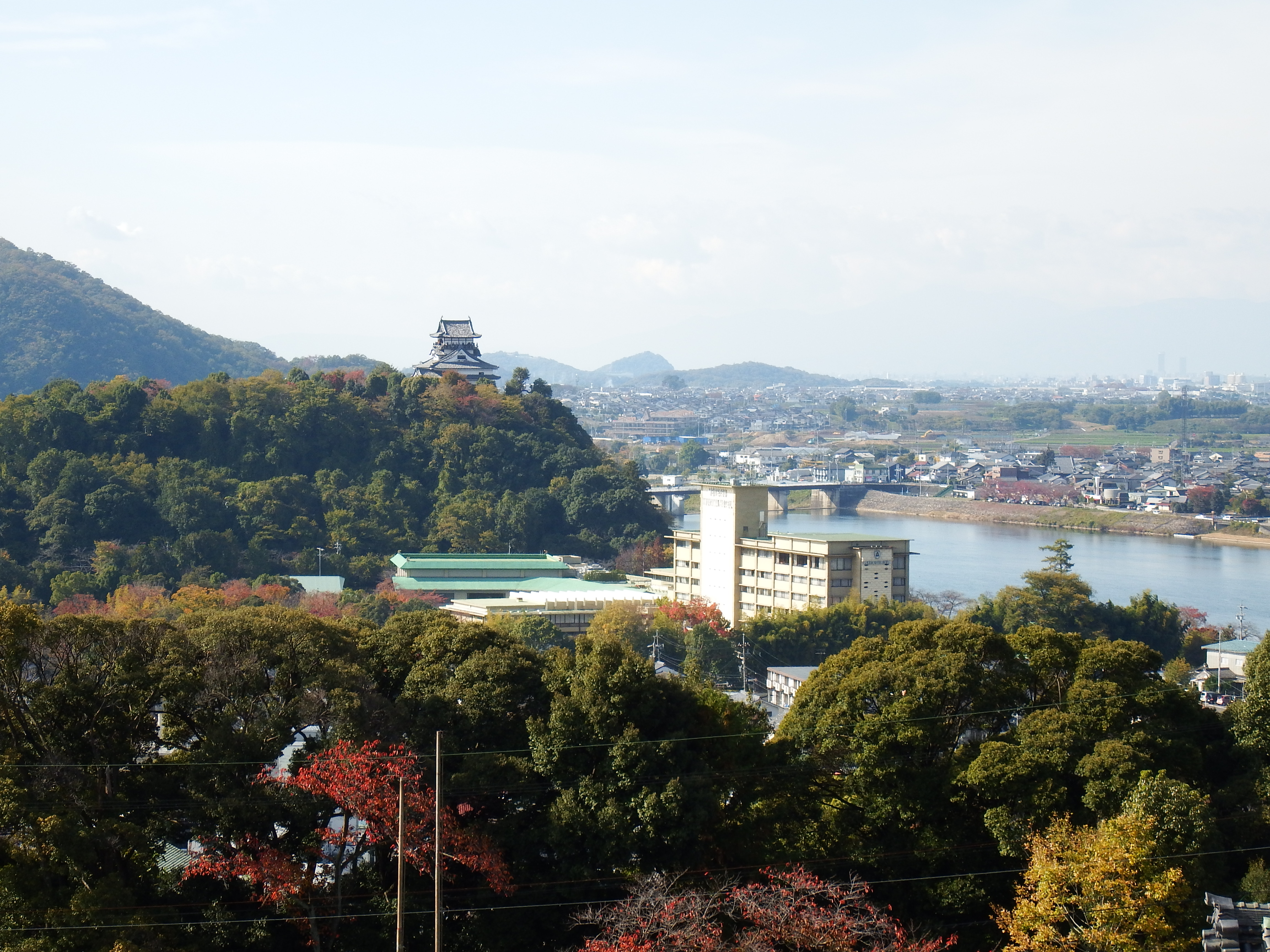
从成田山名古屋別院大圣寺眺望犬山城

犬山城主体位居木曾川以南大約標高88公尺的山丘并延伸到平地，是一座平山城。别名白帝城，是江户时代的儒學家荻生徂徠引用唐朝诗仙李白《早發白帝城》「朝辭白帝彩雲間，千里江陵一日還。兩岸猿聲啼不住，輕舟已過萬重山。」的诗句命名。犬山城背靠断崖，自本丸以下为杉之丸、枞之丸、桐之丸、松之丸，向南侧作阶梯式排布。除天守外，仅本丸的石垣、空堀现存。
犬山城所在地点本为城寨，最早由织田信长的叔父织田信康建为城堡。今日的犬山城则是石川贞清再次改建的结果。有传说石川贞清的改建是将金山城的建筑拆卸并迁移至犬山城（称为“金山越”），但在1961年（昭和36年）的拆解修理中并未发现移筑的痕迹，故而此说为谬。江户时代城主为德川氏尾张藩的附家老成濑氏，自成濑正成起历经9代城主，直至明治时代废藩置县为止。现存天守的建造时代有天文6年（1537年）、庆长6年（1601年）二说，但可以明确的是现在的造型是成濑正成在1617年（元和3年）改造的结果。
犬山城直至2004年仍然是成濑氏个人所有文化財，但由于难以维持，由城主成濑纯子（成濑氏内部选定，第13代当主成濑正浩之妹）设立财团法人“犬山城白帝文库”，并就任理事长，转为法人所有。

## 历史

### 战国、安土桃山时代
1469年（文明元年），织田伊势守家的织田广近受当主织田敏广之命于此地修造城寨，是为犬山城的发端。而真正建立城池的时间则是1537年（天文6年），织田弹正忠家的织田信康将居城木之下城撤除，于其北方1公里处沿河的丘陵上修筑犬山城作为居城。因此地兼有中山道、木曾街道的陆路和木曾川的水路交通条件，逐渐作为经济和政治活动的要冲发展起来。后来信康在与斋藤道三的战斗中阵亡，城主由其子织田信清继任。信清的城主生涯结束于1564年（永禄7年），因为与织田信长的对立，犬山城终于被信长以武力夺取（犬山城之战），此后，先后由信长的家臣池田恒兴和织田胜长担任城主。
本能寺之变以后织田家分裂，犬山城归属于织田信雄，其家臣中川定成为城主。1584年，倒向羽柴秀吉（即丰臣秀吉）的前城主池田恒兴奇袭并占领犬山城，此事成为小牧、长久手之战的导火索之一。战后根据协议，臣从于秀吉的织田信雄重新得到了犬山城，但数年后因故被流放，此后犬山城归属于大名丰臣秀次，由其家臣三好吉房任城主。
丰臣政权时代，石川贞清任城主。长久以来有传说在这一时期美浓国金山城的天守被移筑到了犬山城，但在1961年对犬山城的拆解修理，确认了天守没有移筑的痕迹，确证实无此事。

### 江户时代
石川贞清因在关原之战中支持西军，战后被德川家康改易，失去领地。小笠原吉次（1601年）和平岩亲吉（1607年）先后任城主。亲吉死后平岩亲吉之侄平岩吉范任城主。1617年（元和3年），尾张藩的附家老成濑正成任城主。任内为天守增加了唐破风出窗。此后犬山城作为成濑家的居城，经历9任当主的时代，直至幕府末期。

### 近现代
随着明治时代的废藩置县政策实施，犬山城成为废城，不再使用。1871年，天守之外的建筑物，如橹、城门等多被拆除。1891年的浓尾地震中，天守损坏严重，东南角的附橹被毁。1895年，政府决定将犬山城无偿让渡给原城主成濑正肥，附加条件是由成濑家筹资修复。
1935年，依据当时的国宝保存法，犬山城被指定为国宝（相当于现在的重要文化财）。1952年，基于新颁布的文化财保护法，被指定为现行的国宝。由于在1959年的伊势湾台风中遭到损害，1961年至1965年实施了修复工程。
直至2004年犬山城都是日本唯一的个人所有的城堡，在同年4月，所有权移交给了财团法人“白帝城文库”（2013年起性质变为公益财团法人）。2006年4月16日，被选定为日本100名城的第43号。

## 存留建筑、文化财

### 天守
犬山城的天守为外观3重，内部4层，地下2层（缓步台计为1层）的结构。天守的南面和西面有一层高的附橹，故而称为复合式结构，而在2重2层的入母屋造建筑之上有长4间、宽3间的望楼部分，因而是望楼型天守。窗的类型有突上窗、火灯窗、双开窗等。包括地下1、2层出入口的话，内部总面积为698.775平方米。天守台的石垣高5米，石块采用“野面积”的方式堆垒（即石块不做形状加工直接堆砌）。天守总高19米。
基于1961年至1965年的修复工程的考察结果，参照古文献，判断天守主体部分（第1、2层）为1537年（天文6年）或1601年（庆长6年）建造。望楼部的3、4层为1620年（元和6年）建。其后增加了唐破风屋檐等，成为如今的外观样式。成濑家第7代当主正寿与荷兰商馆长（甲比丹）亲交甚笃，在天守的最上层铺设了地毯，这一细节在1961年的重修中得到了还原。

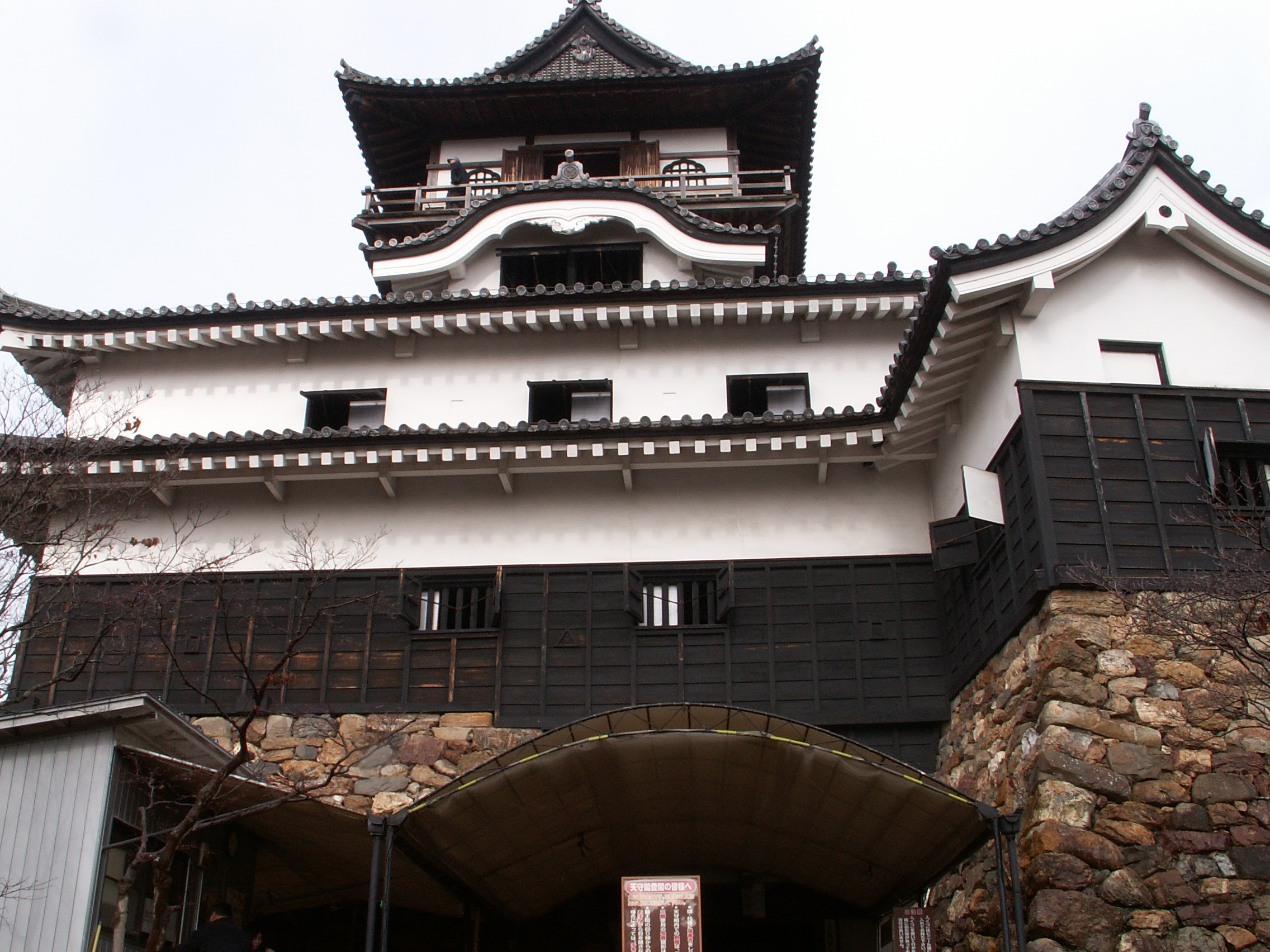
仰望天守
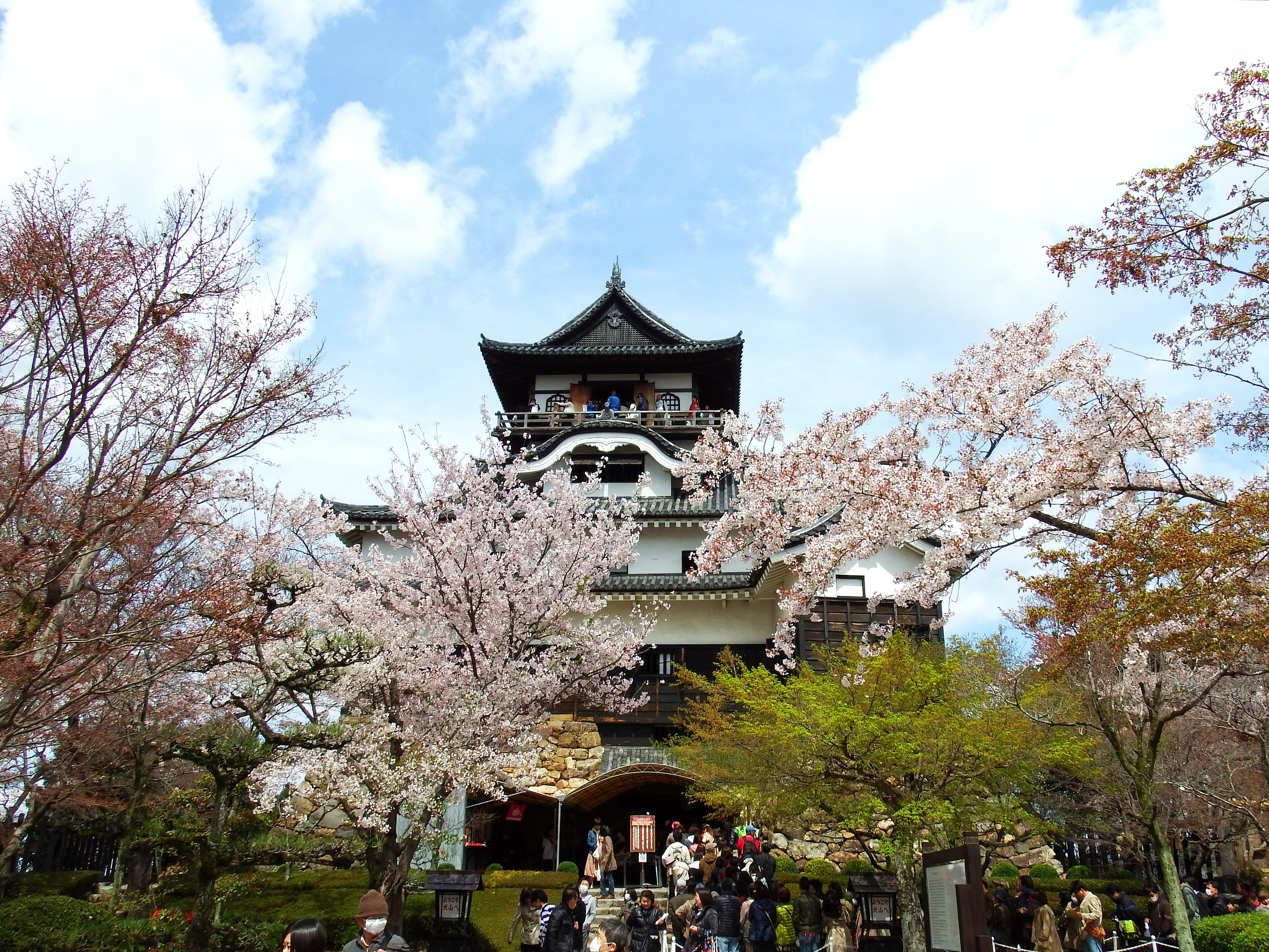
天守（南面）
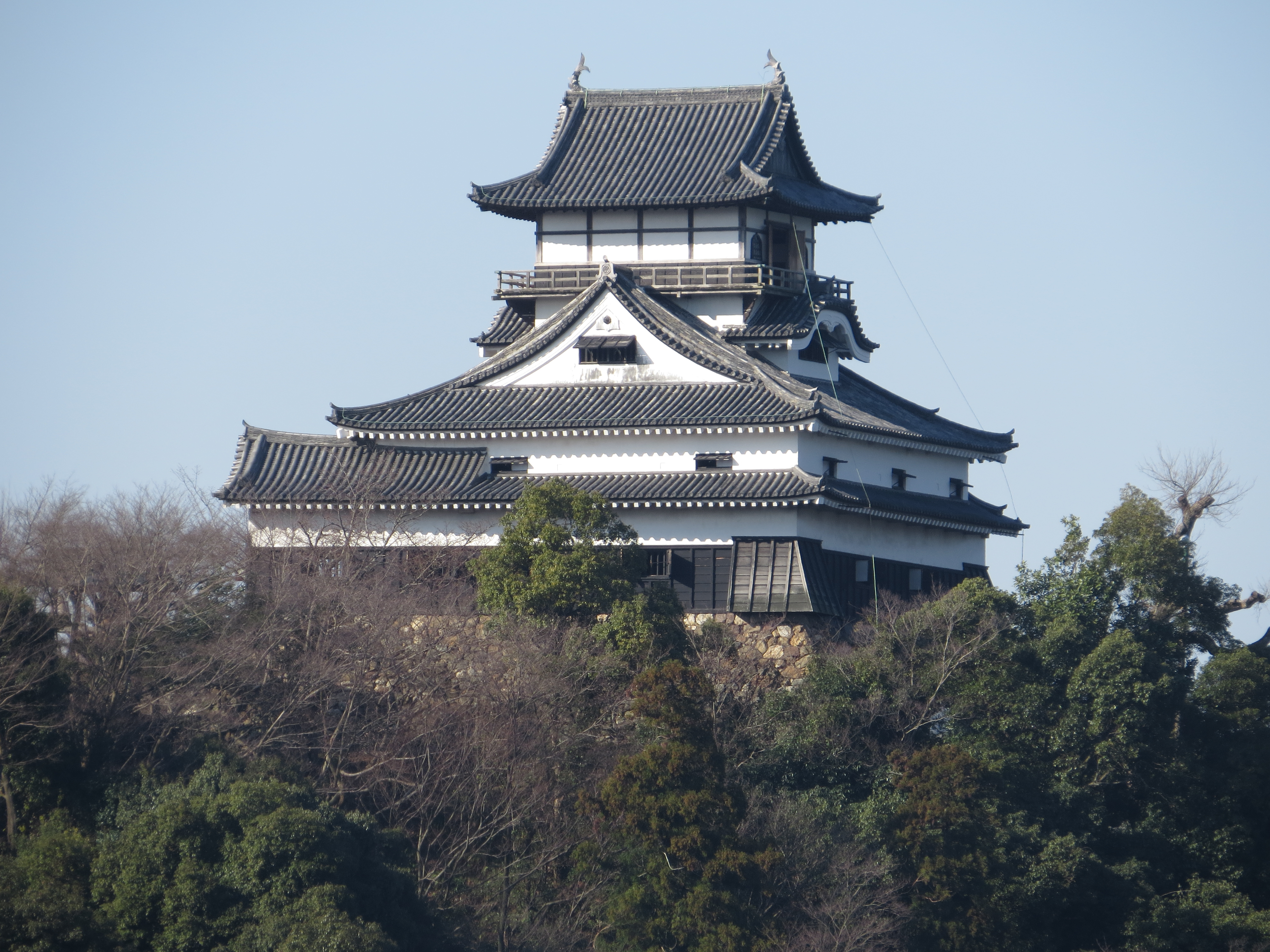
天守（東面，从犬山桥眺望）

### 其余建筑

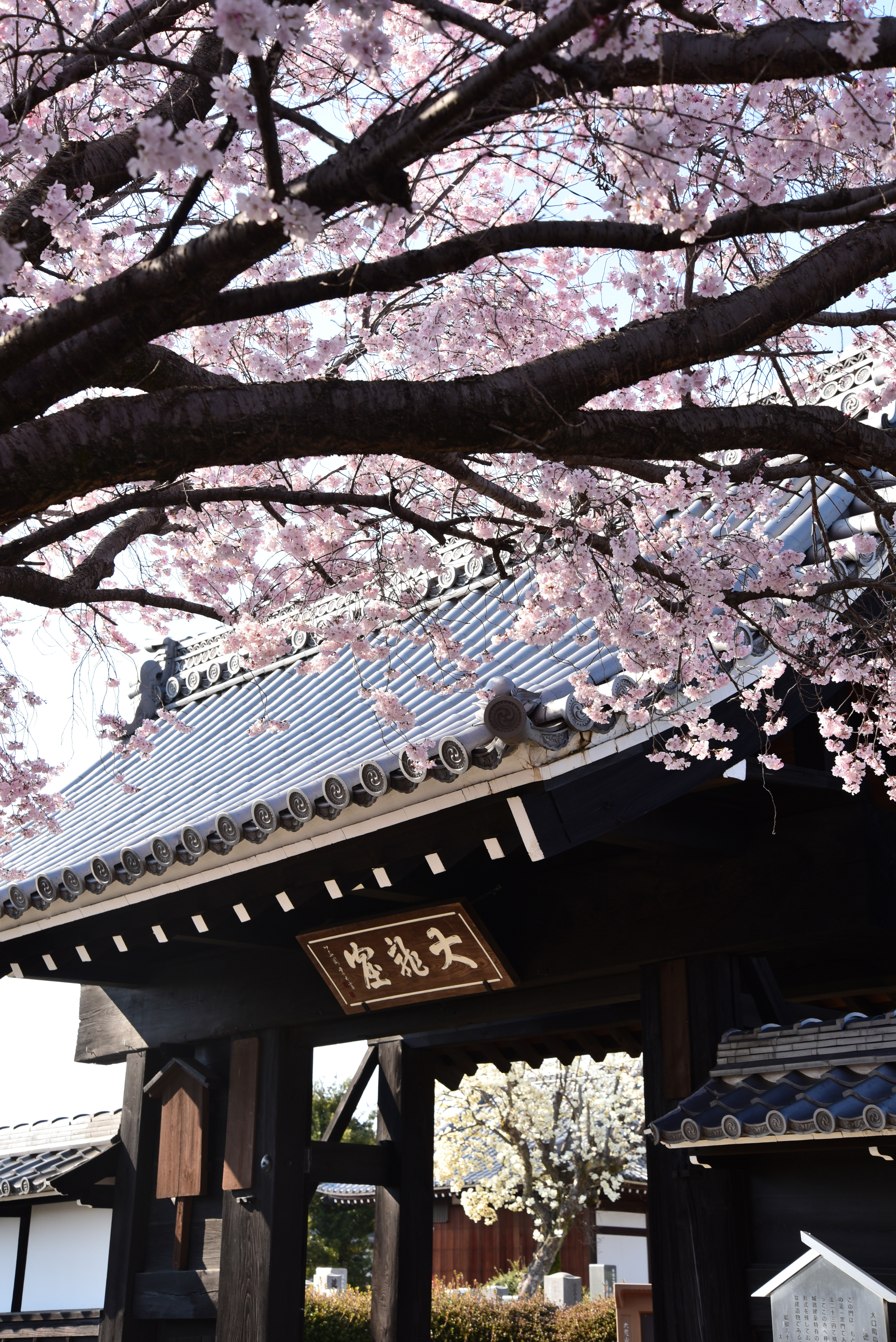
德林寺山门（大口町）

废藩置县时一部分建筑被移筑到了各处：矢来门成为了专修院东门，黑门移筑到了德林寺，松之丸门移筑到净莲寺，还有据传为内田门的城门移筑到了瑞泉寺。以上各门均为现存。此外还有几座门，虽然不知出处，据信原本是城门，现位于善运寺等处，保存完好。

### 犬山城白帝文库所藏文化财
- 短刀 铭左安吉作/正平十二年二月日（国家重要文化财） （正平12年为1357年）[註 10][7]
- 长篠、小牧长久手合战图屏风

此外还有古文册、绘画、刀剑等。

## 参观資訊
- 地址：爱知县犬山市大字犬山字北古券65-2，邮编484-0082
- 铁路交通：名铁犬山站或犬山游园站下车步行15分钟
- 门票：成人550日元，儿童110日元

## 参看
- 日本城堡列表
- 城 (日本)
- 天守
- 日本100名城
- 金山城 (美浓国)（日语：金山城 (美濃国)）
- 犬山祭（日语：犬山祭） - 一年一度举办于犬山城的祭典，无形文化财